# 烏加河
乌加河，又作五加河，位于中华人民共和国内蒙古自治区西南部的一条河流，地处黄河北岸，狼山南麓，属于乌梁素海水系。乌加河起自杭锦后旗西北部蒙海镇永明村西北的永明海子，向东经杭锦后旗北部，于团结镇红光村以北转东流，经巴彦淖尔市临河区北部、乌拉特中旗南部、五原县北部等地区，于五原县建丰农场八分场村以北2千米转东南流，最后于乌拉特前旗新安镇乌海村东北经红圪卜扬水站入乌梁素海。全长206千米。乌加河原系黄河古道，后因风沙入侵和狼山洪积、淤积及地面抬升，主流南移。经多次整治，现成为河套灌区的主要排水渠道，故也称总排干渠。乌加河除接纳灌区退水外，也是狼山诸河的行洪通道。

## 备注
1. ↑  蒙古语“乌加”意为“尖”[1]。